# Friedrich Alfred Degner
Friedrich Albrecht Degner (* 27. Oktober 1820 in Schönbach bei Bautzen; † 17. Mai 1894 in Dresden) war ein deutscher Jurist. Er war Senatspräsident und später Präsident des Oberlandesgerichts Dresden. 

## Leben und Wirken
Er war der Sohn des Rittergutsbesitzers Friedrich Wilhelm Degner, der Leutnant in der königlich sächsischen Kürassiergarde war. Der Großvater Friedrich Ferdinand Degner war Jurist, kam aus Blumberg bei Berlin und hatte 1786 das Rittergut Schönbach für 34.000 Taler von Peter August von Schönberg gekauft. Friedrich Alfred Degners Vater war ab 1811 Besitzer des von seinem Vater ererbten Ritterguts Schönbach, bis er es am 29. September 1830 an Johann Christian Gocht für 60.000 Taler verkaufte.
Nach dem Schulbesuch und dem Studium der Rechtswissenschaft trat Degner in den sächsischen Staatsdienst ein und stieg zum Senatspräsidenten des Königlich Sächsischen Oberlandesgerichts auf. Am 1. Januar 1890 wurde er Präsident des Oberlandesgerichts und trat am 30. September 1893 in den Ruhestand. Im darauffolgenden Jahr starb er in Dresden.